# Катастрофа SSJ 100 под Коломной
Катастрофа SSJ 100 под Коломной — авиационная катастрофа, произошедшая в пятницу 12 июля 2024 года около деревни Большое Карасёво в Московской области. Авиалайнер Sukhoi Superjet 100-95LR частной российской авиакомпании «Газпром авиа» выполнял перегоночный рейс GZP9608 по маршруту Луховицы—Москва, но через 7 минут после взлёта упал в лесной массив. Погибли все находившиеся на его борту 3 члена экипажа.

## Самолёт
Sukhoi Superjet 100-95LR (регистрационный номер RA-89049, серийный 95078) был выпущен «КнААЗ» (Комсомольск-на-Амуре) в 2014 году (первый полёт совершил 16 декабря). 5 марта 2015 года был передан авиакомпании «Газпром авиа», но до 8 января 2016 года находился на хранении в аэропорту Остафьево.
3 мая 2024 года был поставлен на плановое техобслуживание на базе Луховицкого авиационного завода в городе Луховицы Московской области.

## Экипаж
Состав экипажа рейса ГЗП9608 был таким:
- Командир воздушного судна (КВС) — 53-летний Евгений Булавко. На SSJ-100 налетал 5 тысяч часов, в качестве КВС — 4983 часа.
- Второй пилот — 53-летний Владислав Харламов. Налёт на SSJ-100 составляет 3979 часов.
- Бортпроводник — Максим Лукманов. Стал стюардом в 2015 году[3].

## Хронология событий
В 14:52:00 рейс ГЗП9608 вылетел из Луховиц.
В 14:55:23 авиадиспетчер аэродрома дал экипажу команду набрать высоту 3048 метров и следовать курсом 260° без ограничений. Последний радиоконтакт с экипажем. Последующие попытки установить связь были безрезультатны, но самолёт в течение полёта набрал максимальную высоту 1600 метров. 
В 14:57:56 в формуляре сопровождения авиадиспетчер обнаружил тенденцию к снижению самолёта.
В 14:58:03 авиадиспетчер запросил у экипажа подтверждение набора высоты 3048 метров. В это время в формуляре сопровождения отображалась текущая высота — 1380 метров, вертикальная скорость снижения составляла 790 м/мин. 
В 14:58:43 в формуляре сопровождения кратковременно отобразилась текущая высота 1460 метров. 
В 14:59:04 текущая высота полёта была 1120 метров, а вертикальная скорость снижения — 1280 м/мин.
В 14:59:19 высота полёта была 900 метров, а вертикальная скорость снижения выросла до 2100 м/мин.
Около 15:00:00 метка рейса ГЗП9608 исчезла с экрана радара в районе деревни Большое Карасёво на высоте 900 метров.

## Расследование МАК
Следственный комитет России сообщил о возбуждении уголовного дела по ч.3 статьи 263 УК РФ («Нарушение правил безопасности движения и эксплуатации воздушного транспорта, повлекшее по неосторожности смерть двух или более лиц»). На место катастрофы выехали глава Росавиации Ядров и глава Коломны Гречищев.
Техник Луховицкого авиазавода, установивший два из четырех датчиков угла атаки с отклонением от руководства по монтажу, был уволен.

### Ход расследования
12 июля, в день катастрофы Межгосударственный авиационный комитет (МАК) сформировал комиссию по расследованию данного авиационного происшествия. Комиссия приступила к работе.
13 июля в ходе работ обнаружены и доставлены в МАК бортовые регистраторы параметрической и аудио информации. Регистраторы подверглись температурному воздействию и получили значительные механические повреждения. На базе лабораторного комплекса МАК специалисты провели необходимые предварительные процедуры по подготовке регистраторов с целью исключения риска утраты информации.
В дальнейшем вся полетная информация успешно скопирована, подготовлена для расшифровки и последующего анализа.
15 июля на базе лаборатории МАК специалисты Комитета приступили к расшифровке и анализу информации, скопированной с обнаруженных на месте авиационного происшествия самолета RRJ-95LR-100 бортовых регистраторов.
Как ранее сообщал МАК, регистраторы подверглись температурному воздействию и получили значительные механические повреждения. Специалисты лаборатории МАК провели необходимые предварительные процедуры по подготовке защищенных модулей памяти к исследованию с целью исключения риска утраты информации.

### Картина происшествия
22 июля 2024 года МАК объявил следующие обстоятельства авиационного происшествия:
Экипаж в составе командира воздушного судна, второго пилота и бортпроводника выполнял перелёт с аэродрома Луховицы (Третьяково) на аэродром базирования Внуково (Москва) после выполнения периодической формы технического обслуживания филиалом ПАО «ОАК» — ЛАЗ имени П. А. Воронина.
Автомат тяги был включен перед взлётом. Автопилот был включен после взлёта на истинной высоте 550 футов. На пятой минуте полёта из практически горизонтального полёта на высоте QNH 5160 футов (значения угла тангажа составляли 5—6 градусов на кабрирование, зарегистрированных углов атаки — 10—11 градусов) самолёт перешёл на снижение с углом тангажа до 4 градусов на пикирование. В момент перехода на снижение приборная скорость составляла 200 узлов и увеличивалась, происходила синхронная уборка закрылков и предкрылков до полностью убранного положения.
В процессе снижения зарегистрировано отключение автопилота и автомата тяги. Экипаж перешёл на ручное управление боковой ручкой управления (БРУ) и двигателями. Снижение продолжилось до высоты 4500 футов с последующим набором высоты 4750 футов.
На шестой минуте полёта на скорости 320 узлов (работала звуковая сигнализация OVERSPEED [превышение скорости]) самолёт перешёл на снижение с увеличением угла тангажа на пикирование. Полным отклонением экипажа БРУ по тангажу на себя снижение остановить не удалось.
Регистрация параметров полёта прекратилась в 14:59:15, последние зарегистрированные значения параметров: приборная скорость — 365 узлов, вертикальная скорость снижения — 17 000 футов/мин, угол тангажа — 25 градусов на пикирование, угол крена — 25 градусов вправо. Силовые установки работали до окончания регистрации параметров.
30 августа был опубликован промежуточный отчёт.
25 июля 2025 года МАК опубликовал окончательный отчёт о катастрофе. Причиной стало ошибочное срабатывание систем ограничения угла атаки из-за некорректной установки датчика угла атаки при техническом обслуживании. Это привело к самопроизвольному пикированию самолёта. Экипаж не имел возможности восстановить управление.